# Микільська Борщагівка
Ми́кільська Борщагі́вка — історична місцевість, колишнє село у південно-західній частині міста Києва. У складі міста Києва — з 1971 року.

## Історія
Відомо, що великий литовський князь Олександр у 1497 році дав грамоту київському Микільському монастиреві і у своїй грамоті до київського воєводи Дмитра Путятича надав монастирю орну землю біля річки, яка давно лежала порожньою після смерті її власника, єврея Огроновича, у якого не залишилося спадкоємців. Тож землю було надано у власність монастирю. 1517 року цю грамоту підтверджено королем Сигізмундом І. Саме на цих землях, у районі сучасних вулиць Олександра Махова, Симиренка та проспекту Корольова), потім з'явилося поселення Микільська Борщагівка. У XVI–XVII століттях над річкою Нивка лежали монастирські хутори. 1590 року у грамоті митрополита Михаїла про надання в ленне володіння земянину Юхиму Олешевичу місцин, належних Софійському монастирю, згадуються земля Праведницька або Мильковщина і селище Хилимонівське над річкою Борщівка. 
У описі 1686 року ці хутори згадані як пусті селища. Власне, історично слово «селище» означає місце колишніх поселень. Спорожнілі «селища Борщувці» згадані також серед переліку володінь Братського монастиря, 1693 року підтвердженого грамотою Івана Мазепи.
Нове заселення земель і поява поселення Микільська Борщагівка почалося з початку XVIII століття. У 1730 році Микільська Борщагівка нараховувала 30 дворів. Згідно з описом Київського намісництва 1781 року, у селі було лише 11 хат, де 1787 року мешкало 54 жителі.
1900 року у селі було 80 дворів, де мешкало 546 жителів. У селі два вітряні млини, що належали Максиму Сафонову, у млині працював сам власник. 1913 року діяли бакалія Бруха Зельдінова та склад пива Корнелії Марр.
Від 1902 року Київ отримав залізничне сполучення з Волинською губернією. На початку нової гілки магістралі Київ-Ковель, що була відгалуженням більш давньої залізниці Київ-Балта, виникла вузлова станція Пост-Волинський. Навколо цієї станції сформувався однойменний хутір, що увійшов до складу сусідньої Микільсько-Борщагівської сільської ради у 1923 році. Пізніше цей куток називали Залізяка або Вал.
З 2-ї половини XIX століття до 1923 року Микільська Борщагівка була адміністративним центром Микільсько-Борщагівської волості Київського повіту.
1923 року стає центром сільської ради, якій станом на 1926 рік було підпорядковано села Братська, Микільська, Михайлівська Борщагівки, селище станції Пост-Волинський, залізничні будки на 7, 9, 10 версті Ковельської залізниці та залізничні півкзарами на 7, 9 версті Києво-Ковельської залізниці. 
1926 року у селі мешкало 678 жителів, було 127 дворів. 1932 року в селі мешкало 636 жителів, 270 з яких загинуло під час Голодомору 1932–1933 років.
Голодомор 1932–1933 років для трьох сіл цієї сільради завдав наступних втрат: 
- Братська Борщагівка — із 850 мешканців померло 200 (24%);
- Микільська Борщагівка — із 600 мешканців померло 270 (45 %);
- Михайлівська Борщагівка — із 970 мешканців померло 270 (28 %).

Приблизно у 1920-х — 1930-х у селі з'явився кологосп «Комуніст», у 1920-х головою сільради був Іван Чалий. 
У 1940-х почалась електрифікація борщагівських сіл, було проведено електричні лінії та стовпи до села. На краю села у цих же роках та мабуть 1950-х було сбудовано казарму охоронців сусіднього аеропорту «Київ Жуляни»
У 1930-х роках Братська Борщагівка, як і сусідня Михайлівська Борщагівка, увійшла до складу Микільської Борщагівки. На мапах 1930-х років фігурує єдине велике село Микільська Борщагівка, а довідник адміністративного поділу УРСР 1947 року також подає лише Микільську Борщагівку.
30 серпня 1971 року село Микільська Борщагівка увійшло до меж Києва. Невелика частина поселення (дві вулиці — Толстого та Димитрова, нині — Микільська), відокремлена від основної частини села Кільцевою дорогою, залишилася у межах Київської області й була прилучена до села Софіївська Борщагівка. 
Більша частина забудови була знесена у 2-й половині 1970-х і з 1980 року на цьому місці зведено масив Південна Борщагівка. Частину забудови села було знесено вже у 1980-х задля промислової забудови вздовж проспекту Академіка Корольова. Від колишнього села вціліла лише частина вулиці Пришвіна, тепер — вулиця Івана Труша (14 будинків).
Історично поділялося на кутки: Багаліївщина (паралельна назва Бишев, був у західній частині села), Приходьки (був у північній частині села, нині тут промислова забудова вздовж проспекту Академіка Корольова), Село (був у центральній частині села), Тодорівщина (середній куток).

### Житловий масив Микільська Борщагівка
На луках поряд із селом Микільська Борщагівка в 1966–1988 роках збудовано (основна забудова в 1966–1977) житловий масив Микільська Борщагівка.
Утім, з огляду на те, що назва масиву дублювала назву однойменного села, та на те, що місце останнього за проектними планами відійшло до іншого масиву, назві Микільська Борщагівка в її первісному місці розташування місця не «знайшлося». Відтак, було надано цілком штучну назву — «Південна Борщагівка», хоча саме на місці останньої свого часу існувало село Микільська Борщагівка.

### Житловий масив Південна Борщагівка
Безпосередньо на місці села Микільська Борщагівка на початку 80-х років ХХ століття розпочалося будівництво житлового масиву Південна Борщагівка. Основна забудова масиву проведена у 1980–1994 роках. Забудова масиву триває донині.